# Odontoperas janthina
Odontoperas janthina är en fjärilsart som beskrevs av Sergius G. Kiriakoff. Odontoperas janthina ingår i släktet Odontoperas och familjen tandspinnare. Inga underarter finns listade i Catalogue of Life.